# Viggo Kampmann
Pour les articles homonymes, voir Kampmann.
Viggo Fischer Kampmann, né le 21 juillet 1910 à Frederiksberg (Danemark) et mort le 3 juin 1976 à Store Torøje (Danemark), est un homme politique danois. Membre du Parti social-démocrate, il est Premier ministre de février 1960 à septembre 1962.

## Biographie
Viggo Kampmann est diplômé de l'université de Copenhague en 1934. Il officie comme économiste et statisticien pour le gouvernement et le secteur de l'industrie privée. De 1938 à 1948, il exerce en tant que secrétaire de la commission du fisc danois. Il est nommé en 1947 chef adjoint du département économique du Parti social-démocrate. En 1950, il intègre brièvement le cabinet du ministère des Finances. Il est élu député en 1953 sous l'étiquette social-démocrate. 
Sous les gouvernements de Hans Hedtoft et Hans Christian Hansen, il revient au ministère des Finances. En octobre 1958, il assume la fonction de Premier ministre à la suite de la maladie de Hans Christian Hansen. Il est nommé Premier ministre le 19 février 1960. À la suite de problèmes de santé, il démissionne le 3 septembre 1962. Il se retire de la vie politique et meurt en juin 1976.

## Source
- Harris Lentz, Heads of states and governments since 1945, éd. Routledge 2013 p. 222